# Austin Seibert
Austin Seibert (Belleville, 15 novembre 1996) è un giocatore di football americano statunitense che milita nel ruolo di placekicker per i Washington Commanders della National Football League (NFL).

## Carriera

### Cleveland Browns
Seibert fu scelto nel corso del quinto giro (170º assoluto) del Draft NFL 2019 dai Cleveland Browns. Il 3 maggio firmò il suo contratto con la squadra.
Siebert debuttò nella gara del primo turno contro i Tennessee Titans convertendo un extra point su due nella sconfitta per 43–13. Segnò i suoi primi field goal la settimana seguente nella vittoria sui New York Jets. La sua prima stagione si chiuse trasformando 25 field goal su 29 e venendo inserito nella formazione ideale dei rookie della Pro Football Writers Association.

### Cincinnati Bengals
Il 15 settembre 2020 Seibert firmò con i Cincinnati Bengals. Con essi disputò quattro partite nel 2020, segnando sei field goal su nove tentativi.

### Detroit Lions
Il 1º settembre 2021 Seibert firmò con i Detroit Lions. Il 13 novembre fu inserito in lista infortunati per un problema a un'anca. Complessivamente nella stagione 2021 disputò sei partite, segnando tutti i cinque extra point tentati e 10 field goal su 12.
Seibert fu svincolato dai Lions il 6 ottobre 2022, dopo che la squadra firmò Michael Badgley. Nella stagione 2022 segnò tutti i 12 extra point tentati e 3 field goal su 5 in tre partite.

### New York Jets

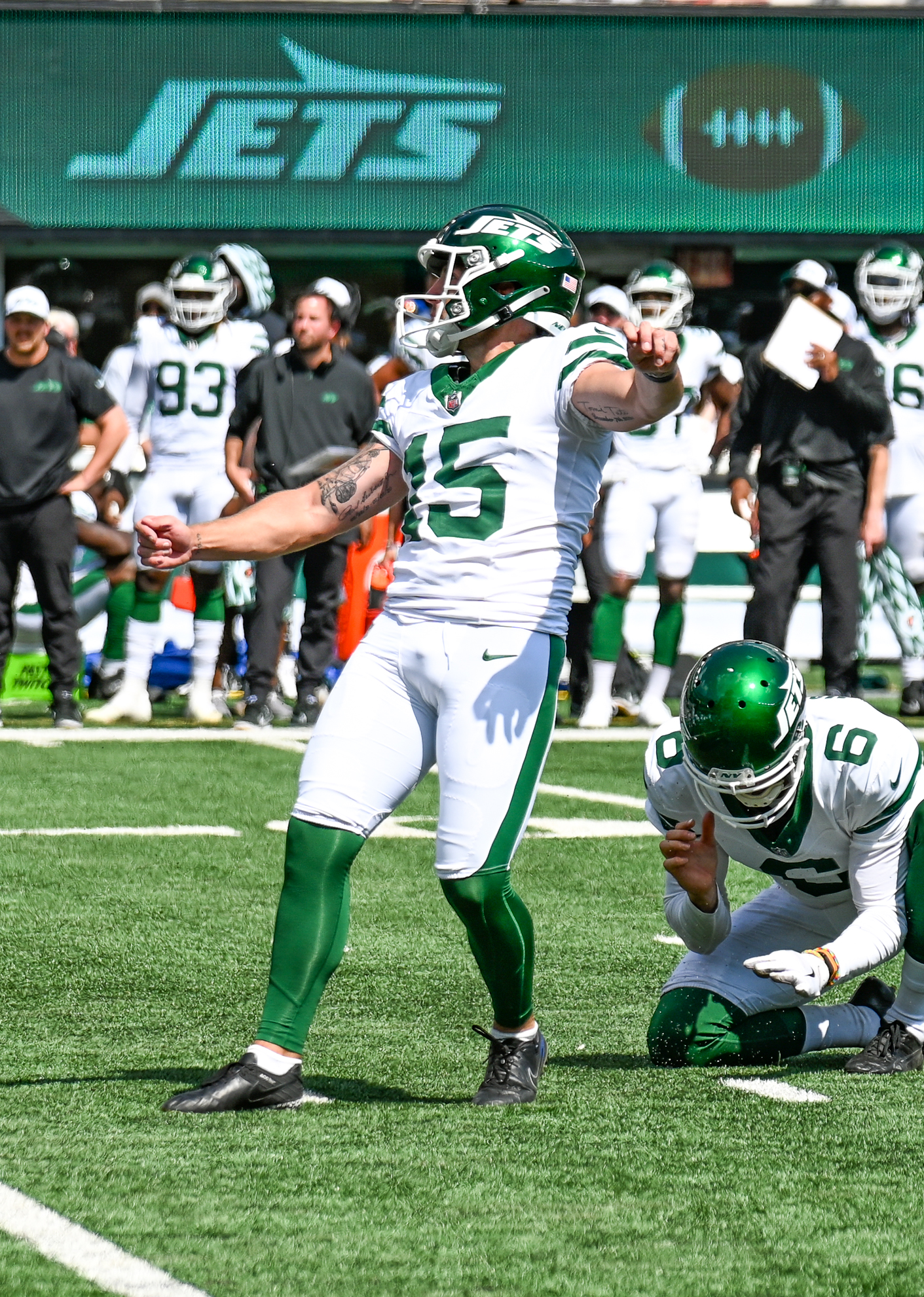
Seibert (15) con i Jets nella pre-stagione 2024

Il 16 settembre 2023 Seibert firmò con la squadra di allenamento dei New York Jets dopo l'infortunio del kicker Greg Zuerlein. Fu svincolato il 30 settembre.

### New Orleans Saints
Il 28 novembre 2023 Seibert firmò con la squadra di allenamento dei New Orleans Saints. Fu svincolato il 7 dicembre.

### Ritorno ai New York Jets
Il 27 dicembre 2023 Seibert firmò con la squadra di allenamento dei Jets. L'8 gennaio 2024 firmò un nuovo contratto come riserva. Fu svincolato il 27 agosto 2024.

### Washington Commanders
Seibert firmò con i Washington Commanders il 10 settembre 2024. Cinque giorni dopo stabilì un record di franchigia segnando 7 field goal (ossia tutti i 21 punti della sua squadra) nella vittoria sui New York Giants, venendo premiato come miglior giocatore degli special team della NFC della settimana.

## Palmarès
- PFWA All-Rookie Team - 2019